# Ca la Llúcia
Ca la Llúcia és una masia situada al municipi de Castellfollit del Boix a la comarca catalana del Bages.